# مانوئل لدسما
مانوئل لدسما (اسپانیایی: Manuel Ledesma‎; ۱۲ اوت ۱۹۲۰ – ۲۲ ژوئن ۲۰۰۱) بازیکن بسکتبال اهل شیلی بود. وی در بازی‌های المپیک تابستانی ۱۹۴۸ شرکت کرده‌است.